# Зубарєв Олег Геннадійович
Олег Геннадійович Зубарєв (нар. 26 січня  1966, Слов'янськ, Донецька область, УРСР) — радянський та український футболіст та тренер, виступав на позиції воротаря, згодом — український футбольний арбітр першої категорії.
Має двох дочок. Першу дочку звати Софія, другу Валерія, кожній по 12 років.  

## Кар'єра гравця та тренера
Народився у місті Слов'янськ, Донецька область. Футбольну кар'єру розпочав у 1983 році в друголіговому клубі «Шахтар» (Горлівка). У команді виступав (з перервою) до 1986 року, за цей час у першості СРСР провів 18 поєдинків. У 1988 році захищав кольори аматорського клубу «Колос» (олександрівка). А в сезоні 1994/95 років зіграв 4 поєдинки в аматорському чемпіонаті України за «Словхліб» зі Слов'янська.
По завершенні сезону 1994/95 років завершив кар'єру гравця й спробував себе на тренерському містку. З липня й до кінця 1995 року очолював слов'янське «Динамо».

## Кар'єра арбітра
Розпочав роботу арбітра на професіональному рівні в 1998 році, спочатку обслуговув матчі Другої ліги України. Два роки по тому арбітр підвищився в класі і був заявлений на обслуговування матчів Першої ліги. Через два роки Олег Зубарєв став арбітром Першої категорії й був допущений до роботи у вищому дивізіоні українського футболу — Вищій лізі (нині Прем'єр-ліга). Основне місце роботи — директор стадіону «Хімік».

## Особисте життя
Хобі — волейбол, полювання.